# Irresistible (singolo Jessica Simpson)
Irresistible è un singolo della cantante statunitense Jessica Simpson, pubblicato nel 2001 ed estratto dall'album omonimo.

## Tracce
- Singolo (Europa)

1. Irresistible – 3:13
2. Irresistible (So So Def Remix) – 3:34
3. Irresistible (Hex Hector Club Mix) – 3:31
4. Irresistible (Music Video) – 3:09

- 12" (USA)

1. Irresistible (Hex Hector Club Mix) – 8:53
2. Irresistible (So So Def Remix) – 3:34
3. Irresistible (Riprock 'N' Alex G Remix Deluxe) – 3:05
4. Irresistible (Kupper Club Mix) – 7:04
5. Irresistible (Kupper Club Mix Instrumental) – 7:04
6. Irresistible (So So Def Remix Instrumental) – 3:34